# 觸診
觸診（Palpation）是用手接觸檢查身體的醫學檢查方式，此方式常用在診斷某些疾病所呈現的異狀。 此方式通常由醫療保健從業者負責執行，或無醫學儀器之醫護人員。觸診透過用肢體接觸感覺體內物體或判斷身體器官是否有異物以確認物體大小、形狀、堅硬、位置，完成後診斷者會將觸診結果紀錄，給接受檢查者報告告知。
觸診是理學檢查重要的一部分；任何檢查，觸覺與視力同樣重要。內科醫師在觸摸身體表面以下時，會發展出優秀的技能潛在能力，而發現較難發現的東西。需精通解剖學和大量實踐可用的技能才能達到高水準的精度。能夠察覺或注意到細微的醫學徵象並了解它們重要性和含意，就能提供高水準的治療。盡管如此，有些用觸診是無法檢查的，需透過其他醫學檢查來診斷（如醫學測試、醫學成像和檢驗醫學實驗室之研究資料）。
觸診及英文「Palpation」一詞源自拉丁文「palpatio」，意為「柔和觸碰、心臟跳動、脈搏」，觸診的意思結合該詞兩個意思，將詞引入醫學領域，意為柔和觸碰檢查脈搏之檢查方式。

## 用途
內科醫師檢查通常會用觸診來檢查診斷者身體物理上的異狀或觸摸物體，評估診斷者的組織質地是否有異狀（如腫脹處和肌張力不整處），定位解剖學上之界標的空間座標（如評估關節活動的範圍和特性 ）, 透過器官組織異常變形評估壓痛（如 過大壓力和拉伸受損肌肉引起的壓痛）。總之觸診就是可用於判斷那些較痛處，定解剖學上界標之三維座標以量化觸診對象某些方面的治療。
觸診通常用於檢查檢查胸腔和腹部（主要是下腹）及確認是否有長腫瘤。該方式也用於獸醫來檢查一些動物是否有懷孕，或讓助產員定位胎兒的位置。
若要實現可重複測量，則要必須根據詳細的保證協定對測量定位解剖學上之測定進行定量觸診。觸診協定通常基於解剖學（通常是骨骼）界標位置的精確描述實現可重複性。